# البويرقات (وادي العين)

تعديل مصدري - تعديل

البويرقات هي إحدى قرى عزلة وادي العين بمديرية حورة التابعة لمحافظة حضرموت، بلغ تعداد سكانها 719 نسمة حسب تعداد اليمن لعام 2004.